# Unter glatter Haut
Unter glatter Haut ist ein italienisches Kriminalfilmdrama aus dem Jahre 1959 von und mit Pietro Germi in der Hauptrolle eines ermittelnden, römischen Polizeikommissars. Der sozialkritischen Geschichte liegt ein Roman von Carlo Emilio Gadda zugrunde.

## Handlung
Bei dem wohlhabenden Junggesellen Anzaloni wird eingebrochen. Der maskierte Dieb flieht unerkannt mit einigen Wertgegenständen. Man verdächtigt zunächst Diomede, den Verlobten des Dienstmädchens Assuntina, das in der benachbarten Wohnung angestellt ist. Als der Verdächtige sieht, wie die Polizei seine Braut befragt, möchte er fliehen. Doch er hat ein Alibi, eine Amerikanerin. Wenig später wird die Chefin eben jenes Dienstmädchens, Signora Banducci, ermordet aufgefunden. Ihre Leiche wird von ihrem Vetter Massimo Valdarena, der ihr einen Besuch abstatten wollte, auf dem Fußboden entdeckt. Die Polizei in Gestalt des Commissario Ingravallo ermittelt, ein Zusammenhang beider Taten wird nicht ausgeschlossen.
Ingravallo geht mit großer Verbissenheit vor und sichert die wenigen vorhandenen Spuren. Ihm fällt auf, dass der maskierte Dieb die erbeuteten Wertgegenstände erstaunlich leicht und schnell entdeckt hat. Außerdem hat Valdarena einen an sich adressierten Brief aus der Wohnung entfernt. Remo Banducci, der zur Tatzeit außerhalb Roms war, ist erstaunt, dass seine Frau kurz zuvor zu seinen Ungunsten ihr Testament geändert hat. Im Zuge der Ermittlungen werden immer mehr Ungereimtheiten und Lügen offensichtlich, zerbröckeln die fein säuberlich aufrechterhaltenen Fassaden der Beteiligten, schälen sich Abgründe hinter deren vorgeblichen Wohlanständigkeit heraus. Bald ergeben sich Erkenntnisse, die beide Fälle in einem völlig anderen Licht erscheinen lassen. Zwar wird schließlich der Dieb gefasst, aber die Mordtat bleibt zunächst ungeklärt. Doch da ergibt sich plötzlich eine neue Spur, mit der man schließlich den Täter ausfindig machen kann.

## Produktionsnotizen
Unter glatter Haut wurde am 11. November 1959 in Turin uraufgeführt. In der Bundesrepublik Deutschland lief der Film am 31. März 1961 an, in der DDR unter dem Titel Was geschah in der Via Merulana? bereits am 3. Februar desselben Jahres.

## Auszeichnungen
- Das Drehbuch wie auch Claudio Gora in der besten Nebenrolle wurden 1960 mit dem Nastro d’Argento ausgezeichnet.
- Ebenfalls 1960 erhielt Unter glatter Haut den Globo d’oro in der Kategorie „Bester Film“.
- Auf dem Filmfestival des argentinischen Mar del Plata wurde 1960 Regisseur Germi ausgezeichnet.
- In Deutschland erhielt der Film 1961 in das Prädikat „wertvoll“.
- 1962 ging der Sant Jordi-Filmpreis ebenfalls an Germi, diesmal aber in der Kategorie „Bester ausländischer Schauspieler“.

## Kritik
Buchers Enzyklopädie des Films nannte Unter glatter Haut „einen packenden, sozialkritischen Kriminalfilm.“

„Ein formal zwar unausgewogener und psychologisch nicht ganz glaubwürdiger, dennoch fesselnder Kriminalfilm mit deutlichen moralischen Akzenten.“